# فیلتر بهینه ال

مقایسه اندازه فیلتر بین فیلتر باتروث، لژاندر و فیلتر چبیشف نوع ۱

فیلتر بهینه ال (به انگلیسی: Optimum "L" filter) (همچنین به عنوان فیلتر لُژاندر-پاپولیس (به انگلیسی: Legendre–Papoulis filter)شناخته می‌شود) توسط آتاناسیوس پاپولیس در سال ۱۹۵۸ پیشنهاد شد. دارای حداکثر نرخ رول‌آف برای یک مرتبه فیلتر معین در حالی که پاسخ فرکانسی یکنوایی را حفظ می‌کند. این یک سازشی را بین فیلتر باتروث که یکنواخت است اما رول‌آف پایین‌تری دارد و فیلتر چبیشف که رول‌آف سریع‌تری دارد اما دارای تَمَوج در باندگذر یا باندنگذر است، ایجاد می‌کند. طراحی فیلتر بر اساس چند جمله‌ای‌های لژاندر است که دلیل نام جایگزین آن و "L" در بهینه ال است.

## سنتز چندجمله‌ای‌های مشخصه
راه‌حل سنتز چندجمله‌ای مشخصه فیلتر بهینه ال مرتبه N از حل چندجمله‌ای مشخصه {\displaystyle L_{N}(\omega ^{2})} ، باتوجه به محدودیت‌ها و تعاریف زیر ناشی می‌شود.
{\displaystyle {\begin{aligned}&L_{N}(0)=0\\&L(1)=1\\&{dL_{N}(\omega ^{2}) \over d\omega }\geq {\text{ 0  for 0 }}\leq \omega \leq 1\\\end{aligned}}}
که {\displaystyle {dL_{N}(\omega ^{2}) \over d\omega }} در {\displaystyle \omega =1} بیشینه است
مورد مرتبه فرد و مرتبه زوج هر دو ممکن است با استفاده از چند جمله‌ای‌های لژاند به صورت زیر حل شوند.
{\displaystyle {\begin{aligned}&{\text{N Odd:}}\\&L_{N}(\omega ^{2})={\frac {2}{N+1}}\int _{-1}^{2\omega ^{2}-1}{\bigg (}\sum _{i=0}^{i=k}a_{i}P_{i}(x){\bigg )}^{2}dx\\&{\text{Where}}\\&P_{i}(x){\text{ is the Legendre polynomial of the first kind of order i}}\\&k={\frac {N-1}{2}}\\&a_{i}={\frac {2i+1}{\sqrt {2(k+1)}}}\\&\\&\\&{\text{N Even:}}\\&L_{N}(\omega ^{2})=\int _{-1}^{2\omega ^{2}-1}(x+1){\bigg (}\sum _{i=0}^{i=k}a_{i}P_{i}(x){\bigg )}^{2}dx\\&{\text{Where}}\\&k={\frac {N-2}{2}}\\&a_{i}={\begin{cases}{\frac {2i+1}{\sqrt {(k+2)(k+1)}}},&{\text{if }}i{\text{ is odd and }}k{\text{ is odd OR }}i{\text{ is even and }}k{\text{ is even}}\\0,&{\text{otherwise}}\\\end{cases}}\\\end{aligned}}}

## پاسخ فرکانسی و تابع انتقال
اندازه فرکانس بزرگی با استفاده از فرمول زیر ایجاد می‌شود. از آنجایی که تابع مشخصه بهینه ال در حال حاضر به شکل مربع(توان دو) است، مانند فیلترهای دیگر مانند فیلترهای چبیشف و فیلترهای باتروث نباید دوباره مربع شود.
{\displaystyle {\begin{aligned}&T(\omega )={\sqrt {\frac {1}{1+\epsilon ^{2}L_{N}(\omega ^{2})}}}\end{aligned}}}
که در اینجا
{\displaystyle \epsilon ^{2}} برابر {\displaystyle 10^{|\delta |/10}-1} و {\displaystyle \delta } تضعیف اندازه باندگذر برحسب دسی‌بل است که معمولاً ۳٫۰۱۰۳ است.
برای به‌دست آوردن تابع انتقال {\displaystyle T(j\omega )}، همه ضرایب مثبت {\displaystyle L_{N}(\omega ^{2})} به شمارش محور فرکانس {\displaystyle j\omega } درنظر گرفته می‌شود، و سپس از قطب‌های نیم صفحه سمت چپ برای ساخت {\displaystyle T(j\omega )} استفاده می‌شود. توجه داشته باشید که {\displaystyle L_{N}((j\omega )^{2})} برای N زوج ۱+ و برای N فرد ۱- است (نگاه کنید به {\displaystyle L_{N}(\omega ^{2})} جدول زیر). علامت {\displaystyle L_{N}((j\omega )^{2})} باید در معادلات برای {\displaystyle T(j\omega )} زیر
{\displaystyle {\begin{aligned}&T(j\omega )={\sqrt {\frac {1}{a+\epsilon ^{2}L_{N}((j\omega )^{2})}}}{\bigg |}_{\text{Left half plane}}\\\end{aligned}}}
که دراینجا
{\displaystyle a={\begin{cases}1,&{\text{if }}N{\text{ is even}}\\-1,&{\text{if }}N{\text{ is odd}}\end{cases}}}
{\displaystyle \epsilon ^{2}} برابر {\displaystyle 10^{|\delta |/10}-1} و {\displaystyle \delta } تضعیف اندازه باندگذر برحسب دسی‌بل است که معمولاً ۳٫۰۱۰۳ است.
قید «نیم صفحه چپ» به یافتن ریشه‌ها در همه چندجمله‌ای‌های موجود در براکت‌ها، انتخاب ریشه‌ها در نیم صفحه چپ و بازآفرینی چندجمله‌ای‌ها از آن ریشه‌ها اشاره دارد.

### مثال: تابع انتقال مرتبه چهارم
N = ۴ (مرتبه چهارم)، میرایی باندگذر = -۳٫۰۱۰ در ۱ رادیان بر ثانیه.
یک فیلتر مرتبه چهارم مقدار k برابر ۱ دارد که فرد است، بنابراین جمع فقط از مقادیر فرد i استفاده می‌کند. {\displaystyle a_{i}} و {\displaystyle P_{i}(x)} ، که در جمع فقط عبارت i=۱ را شامل می‌شود.
تابع انتقال، {\displaystyle T_{4}(j\omega )} ، ممکن است به صورت زیر استخراج شود:
{\displaystyle {\begin{aligned}&k={\frac {N-2}{2}}=1{\text{ (}}k{\text{ is odd)}}\\&a_{1}={\frac {2(1)+1}{\sqrt {((1)+2)((1)+1)}}}=1.2247449\\&P_{1}(x)=x\\&(x+1){\bigg (}\sum _{i=0}^{i=k}a_{i}P_{i}(x){\bigg )}^{2}=(x+1){\bigr (}1.2247449(x){\bigr )}^{2}=1.5x^{3}+1.5x^{2}\\&L_{4}(x^{2})=\int _{-1}^{2x^{2}-1}1.5x^{3}+1.5x^{2}{\text{ }}dx=6x^{8}-8x^{6}+3x^{4}\\&L_{4}(x^{2})=6x^{8}-8x^{6}+3x^{4}\\&L_{4}(j\omega ^{2})=6(j\omega )^{8}+8(j\omega )^{6}+3(j\omega )^{4}\\&echo={\sqrt {\epsilon ^{3.0103/10}-1}}=1\\&T_{4}(j\omega )={\bigg [}{\frac {1}{1+1^{2}(6(j\omega )^{8}+8(j\omega )^{6}+3(j\omega )^{4})}}{\bigg ]}_{\text{Left Half Plane}}\\&\\&T_{4}(j\omega )={\frac {1}{2.4494897(j\omega )^{4}+3.8282201(j\omega )^{3}+4.6244874(j\omega )^{2}+3.0412127(j\omega )+1}}\end{aligned}}}
یک بررسی سریع درستی آزمایی {\displaystyle T_{4}(j)} مقدار ۳٫۰۱۰۳- دی‌بی را محاسبه می‌کند که همان چیزی است که انتظار می‌رود.

### جدولی از ۱۰ چندجمله‌ای مشخصه نخست
| N  | {\displaystyle L_{N}(\omega ^{2})} |
| -- | --- |
| ۱  | {\textstyle \omega ^{2}} |
| ۲  | {\textstyle \omega ^{4}} |
| ۳  | {\textstyle 3\omega ^{6}-3\omega ^{4}+\omega ^{2}} |
| ۴  | {\textstyle 6\omega ^{8}-8\omega ^{6}+3\omega ^{4}} |
| ۵  | {\textstyle 20\omega ^{10}-40\omega ^{8}+28\omega ^{6}-8\omega ^{4}+\omega ^{2}}                                                                                     |
| ۶  | {\textstyle 50\omega ^{12}-120\omega ^{10}+105\omega ^{8}-40\omega ^{6}+6\omega ^{4}}                                                                                |
| ۷  | {\textstyle 175\omega ^{14}-525\omega ^{12}+615\omega ^{10}-355\omega ^{8}+105\omega ^{6}-15\omega ^{4}+\omega ^{2}}                                                 |
| ۸  | {\textstyle 490\omega ^{16}-1668\omega ^{14}+2310\omega ^{12}-1624\omega ^{10}+615\omega ^{8}-120\omega ^{6}+10\omega ^{4}}                                          |
| ۹  | {\textstyle 1764\omega ^{18}-7056\omega ^{16}+11704\omega ^{14}-10416\omega ^{12}+5376\omega ^{10}-1624\omega ^{8}+276\omega ^{6}-24\omega ^{4}+\omega ^{2}}         |
| ۱۰ | {\textstyle 5292\omega ^{20}-23520\omega ^{18}+44100\omega ^{16}-45360\omega ^{14}+27860\omega ^{12}-10416\omega ^{10}+2310\omega ^{8}-280\omega ^{6}+15\omega ^{4}} |

جدولی از معادلات بالا برای {\displaystyle L_{N}(\omega ^{2})} محاسبه می‌شود